# Archips negundana
Archips negundana es una especie de polilla del género Archips, tribu Archipini, familia Tortricidae. Fue descrita científicamente por Dyar en 1902.

## Descripción
La envergadura es de unos 17-21 milímetros.

## Distribución
Se distribuye por Estados Unidos.